# Prvoslav Vujčić
Prvoslav Vujčić (Првослав Вујчић, pronunciado: [př̩ʋoslaʋ ʋûːjtʃitɕ]; nacido el 20 de julio de 1960) es un escritor, poeta, traductor, columnista y aforista serbio-canadiense. Ha sido descrito como uno de los escritores más destacados de origen serbio.